# ARA Luisito (Q-51)
El ARA Luisito (Q-51) es un buque escuela para instrucción pesquera de la Armada Argentina, trasferido a ella en 1983. En la actualidad sirve para realizar instrucciones a estudiantes de la Escuela Nacional de Pesca Comandante Luis Piedra Buena, dependiente de la Dirección de Educación Naval de la Armada.
Posee la técnica pesquera de arrastre, siendo esta la única que posee.

## Historia y servicio operativo
Fue donado por Japón en 1983 a la Escuela Nacional de Pesca, para realizar la práctica de las clases teóricas de aquel instituto, mediante un acuerdo de cooperación entre la Argentina y Japón, en el que se le construyó un nuevo edificio para la institución y se lo dotó de materiales didácticos como el buque.